# Фестиваль классического балета имени Рудольфа Нуриева
Международный фестиваль классического балета имени Рудольфа Нуриева (Нуриевский фестиваль) — балетный фестиваль, ежегодно с 1987 года проводимый на сцене Татарского академического государственного театра оперы и балета им. Мусы Джалиля  в Казани.

## История
Фестиваль классического балета в Казани был основан в 1987 году по модели уже существующего Шаляпинского фестиваля, проводимого на сцене Татарского академического государственного театра оперы и балета им. М. Джалиля с 1982 г. С 1993 г. с личного согласия выдающегося танцовщика XX века Рудольфа Нуриева казанский балетный фестиваль носит его имя .
Фестиваль проводится ежегодно в мае.

## Участники
Среди участников фестиваля в разное время — звёзды балетной сцены, такие как Ирек Мухамедов, Ульяна Лопаткина, Владимир Васильев, Надежда Павлова, Светлана Захарова, Николай Цискаридзе,  Нина Капцова, Юлия Махалина, Денис Матвиенко, Леонид Сарафанов, Анжелина Воронцова и многие другие . Но "главным" участником фестиваля, благословившим форум, был и остается легендарный Рудольф Нуриев. 

#### Рудольф Нуриев в Казани
В 1992 г. по приглашению директора Татарского театра оперы и балета Рауфаля Мухаметзянова Рудольф Нуриев дважды посетил Казань. 21 мая 1992 года Нуриев продирижировал спектаклем "Щелкунчик" на музыку П.И.Чайковского, прошедшим на сцене Татарского академического государственного театра оперы и балета им. М. Джалиля в рамках балетного фестиваля в Казани (в связи с болезнью Нуриев закончил танцевальную карьеру и в последние годы жизни выступал как дирижер). После спектакля великий танцовщик дал согласие на присвоение казанскому фестивалю своего имени.
В своем интервью он сказал: «Казань - прекрасный, очень богатый город. Здесь столько старины! Вы - просто миллионеры!.. Мои гастроли здесь - это целиком заслуга господина Мухаметзянова, директора оперного театра. Он сразил меня предложением выступить на вашей сцене в любое удобное для меня время и в любом амплуа. Я почувствовал, что этому человеку можно довериться...».
Нуриеву поступило предложение посетить следующий казанский балетный фестиваль (в мае 1993 г.), однако следующий приезд танцовщика не состоялся в связи с его кончиной  6 января  1993 г.